# Dicranomyia fijiana
Dicranomyia fijiana är en tvåvingeart som beskrevs av Alexander 1924. Dicranomyia fijiana ingår i släktet Dicranomyia och familjen småharkrankar. Inga underarter finns listade i Catalogue of Life.